# Tetracanthagyna bakeri
Tetracanthagyna bakeri là loài chuồn chuồn trong họ Aeshnidae. Loài này được Campion in Laidlaw mô tả khoa học đầu tiên năm 1928.